# Die Unschuld (1976)
Die Unschuld ist ein italienischer Kinofilm aus dem Jahr 1976. Regisseur Luchino Visconti griff für seinen letzten Spielfilm auf den Roman Das Opfer (auch: Der Unschuldige, im Original L’innocente) von Gabriele D’Annunzio zurück. Ihm gelang in opulent-dekorativen Bildern ein fein gezeichnetes Porträt des römischen Adels in der Belle Epoque.

## Handlung
Rom im späten 19. Jahrhundert: Graf Tullio Hermil richtet sich sein Leben kompromisslos nach seinen Präferenzen aus. Er ignoriert die Liebe seiner Frau, der schönen Giuliana, und wird der Liebhaber der verwitweten Gräfin Teresa Raffo. Spätestens bei einem festlichen Empfang bei einer Prinzessin, wo Tullio und Teresa miteinander verschwinden und Giuliana alleine zurückbleibt, wird die Liaison für die Gesellschaft offensichtlich.  Giuliana versucht die Liebe ihres Ehemannes zurückzugewinnen, doch er behauptet, er hege für sie nur Gefühle wie für eine liebgewonnene Schwester. Als Tullio für einige Tage abreist, um seiner Affäre nachzugehen, lernt Giuliana den jungen Schriftsteller Filippo d’Arborio, einen Freund von Tullios Bruder Federico, kennen. Zwischen Filippo und Giuliana entbrennt eine kurze, aber heftige Affäre, die zunächst unbemerkt bleibt.
Tullio schöpft Verdacht gegen die Affäre seiner Frau, als er sie bei kleineren Lügen ertappt und diese die schriftstellerischen Werke von d’Arborio leidenschaftlich lobt. Bei ihm entbrennt daraufhin die Eifersucht und er kehrt in ehrlicher Zuneigung wieder zu Giuliana zurück. Allerdings erwartet diese inzwischen ein Kind von d’Arborio. Tullio will sie nicht verstoßen, da die beiden schon vor langer Zeit eine Abmachung getroffen hatten, dass außereheliche Affären erlaubt seien, wovon allerdings lange nur er Gebrauch gemacht hatte. Er versucht sie allerdings zugleich zu einer Abtreibung zu überreden, die man öffentlich als Fehlgeburt ausgeben könne. Giuliana lehnt eine Abtreibung aufgrund ihrer katholischen Religion ab, was ihr leidenschaftlich atheistischer Ehemann nicht verstehen kann. Unterdessen stirbt d’Arborio an einer Tropenkrankheit, was in Tullio die Eifersucht und Furcht anstachelt, seine Frau könne immer noch insgeheim einen Toten lieben.
Nach einer schweren Geburt kommt das Kind schließlich zur Welt. Graf Tullios Mutter ist froh über den lang ersehnten Erben des Besitzes, sie wundert sich allerdings darüber, dass die Eltern kaum Zeit mit dem Neugeborenen verbringen. Tullio und Giuliana beschwören sich gegenseitig des Hasses gegen das Kind, dessen Präsenz sie an ihre vergangenen Fehltritte erinnere und so das Eheglück zerstöre. Tullio ist bestürzt, als er bemerkt, dass seine Frau heimlich nachts zum Kind eilt und Liebe für dieses empfindet. Als die gesamte Familie den Weihnachtsgottesdienst besucht, bleibt Graf Hermil alleine im Haus zurück und setzt das Kind bewusst der winterlichen Kälte aus. Noch am selben Abend stirbt das Neugeborene, woraufhin Giuliana sich endgültig von ihrem Ehemann abwendet und erklärt, sie habe mit ihrem scheinbar kalten Verhalten immer nur das Kind vor Tullio schützen wollen und liebe auch nun noch d’Arborio.
Tullio will fortan jenseits der Kategorien von Gut und Böse leben, als habe er keinen Mord begangen. Er vertraut sich Teresa an und setzt seine Affäre mit ihr fort, kann sich allerdings nicht über Schuldgefühle und die Abwendung seiner Ehefrau hinwegtrösten. Abweichend vom Roman erschießt er sich am Ende. Teresa schrickt auf, als sie den Schuss hört, sieht Tullio zu Boden stürzen, stellt fest, dass er tot ist, und verschwindet unbemerkt im Morgengrauen von dessen Anwesen.

## Hintergrund
Die wichtigsten Drehorte waren die Villa Mirafiori in Rom, die Villa Butori in Lucca und die naheliegende Villa Bellosguardo.
Die Filmmusik enthält Wolfgang Amadeus Mozarts Rondò Alla Turca und die Arie Che farò senza Euridice aus Christoph Willibald Glucks Orfeo ed Euridice.

## Kritiken
„Die unendlich perfekt kalkulierte Kälte der Inszenierung macht dem Zuschauer einen emotionalen Einstieg in den Film fast unmöglich. Anders als etwa in ‚Der Leopard‘, ‚Die Verdammten‘ oder zuletzt ‚Gewalt und Leidenschaft‘ bleiben die Figuren blasse Schemen: Insekten auf dem Seziertisch eines Naturwissenschaftlers, der mit den delikatesten Instrumenten operiert.“

„Die Geschichte eines egoistischen römischen Adligen gegen Ende des letzten Jahrhunderts, der das außereheliche Kind seiner Frau umgebracht hat, Frau und Geliebte verliert und Selbstmord begeht. Vor allem mit diesem von der Vorlage abweichenden Schluß distanziert sich Visconti von der libertinen Hauptfigur, in der er einen Vorläufer des Faschismus sieht. Mit subtilem Sensualismus inszeniert: bestechend die kunstvollen Dekor-Arrangements und die intensiven Großaufnahmen.“

„Luchino Viscontis letztes Film ist ein Diskurs über die zerstörerische Mischung aus toxischer Männlichkeit, irrationaler Leidenschaft und krankhaften Obsessionen. In der Hauptfigur, dem Grafen Tullio Hermil, erkennt Visconti einen Vorboten des Faschismus. "Die Unschuld" formuliert sich dabei kälter und distanzierter als die vorherigen Werke des italienischen Meisterregisseurs. Ein Film über den Verfall und Niedergang und die Gefahren, die diese mit sich bringen können.“

„Vor allem mit diesem von der Vorlage abweichenden Schluß distanziert sich Visconti von der libertinen Hauptfigur, in der er einen Vorläufer des Faschismus sieht. Mit subtilem Sensualismus inszeniert: bestechend die kunstvollen Dekor-Arrangements und die intensiven Großaufnahmen.“